# فاطمه بنت ابراهیم مقدسیه
فاطمه ابراهیم مَقدَسیّه (۱۲۵۸ - ۱۳۴۷) (نسب: فاطمه بنت ابراهیم بن خطیب) محدث فلسطینی بود. از اهالی قدس بود و بیشتر در دمشق ساکن بود. نزد استادان بسیاری علم حدیث آموخت و خود به درجهٔ ممتازی رسید. در خانه‌اش در جبل قاسیون به تدریس می‌پرداخت. او در شوال ۷۴۷ق درگذشت.